# Diego Reyes Rosales
Diego Antonio Reyes Rosales (Ciudad de México, 19 de septiembre de 1992) es un futbolista mexicano, juega como defensa y su equipo es el Querétaro Fútbol Club de la Primera División de México.

## Trayectoria

### Inicios y Club América
En 2006, Reyes se incorporó a los equipos juveniles del Club América. Debutó el 25 de abril de 2010 en la Primera División de México en un partido contra Santos Laguna. El día 26 de mayo de 2013 en el Torneo Clausura 2013 se coronó campeón con el Club América en la final contra Cruz Azul con el marcador global de 2-2 definido en los penales 4-2 justo antes de su arribo a Europa.

### Paso por Portugal y España

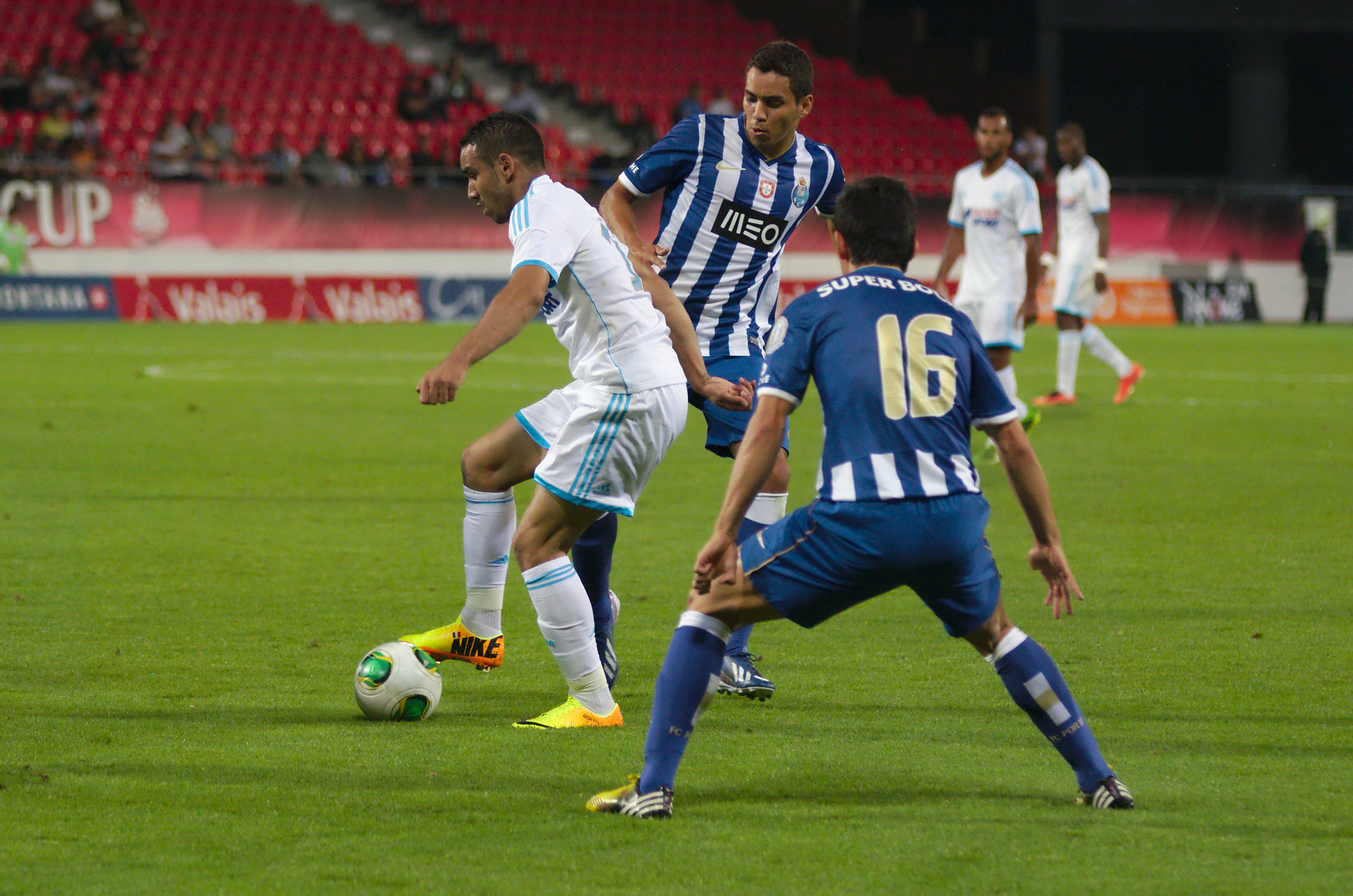
Reyes en su debut con el Oporto.

El 17 de diciembre de 2012 se anunció que Reyes podría transferir al club Portugués FC Porto por €7 millones. Diego Reyes hizo su debut para el FC Porto el 13 de julio en la final de la Copa de Valais contra el club francés Olympique de Marsella, viene como un sustituto en el minuto 80' del partido.
Otro compañero de equipo mexicano Héctor Herrera también hizo su debut con el FC Porto en el mismo partido que terminó en una victoria de 3-0 a favor. Ya con su actual equipo el FC Porto, el 10 de agosto del 2013, se coronó campeón de la Supercopa de Portugal al vencer 3-0 al Vitória Guimarães.
El 21 de abril del 2015 Diego reyes debuta en la UEFA Champions League jugando 30' minutos en la derrota 6-1 ante el Bayern de Múnich. Más adelante, el estratega Julen Lopetegui declararía en una conferencia en la ciudad de Cancún:

"Este año ha sido un tanto dispar, Héctor Herrera ha jugado más que Diego Reyes, pero los dos están muy consolidados para poder ser jugadores importantes en el equipo"
Julen Lopetegui. 10 de junio de 2015. Cancún.

El 14 de julio del 2015, se hizo oficial la cesión de Diego Reyes al club español la Real Sociedad, por 1 año y sin opción de compra El 22 de agosto del 2015 Diego Reyes debutó con la Real Sociedad en la Liga BBVA en el empate 0-0 jugando los 90' minutos ante el Deportivo de La Coruña. Diego Reyes empezó la campaña como indiscutible en el centro de la zaga, pero con la destitución del técnico escocés David Moyes, la llegada de Eusebio Sacristán y el mal discurrir del equipo en la temporada, acabó siendo relegado al banquillo. 

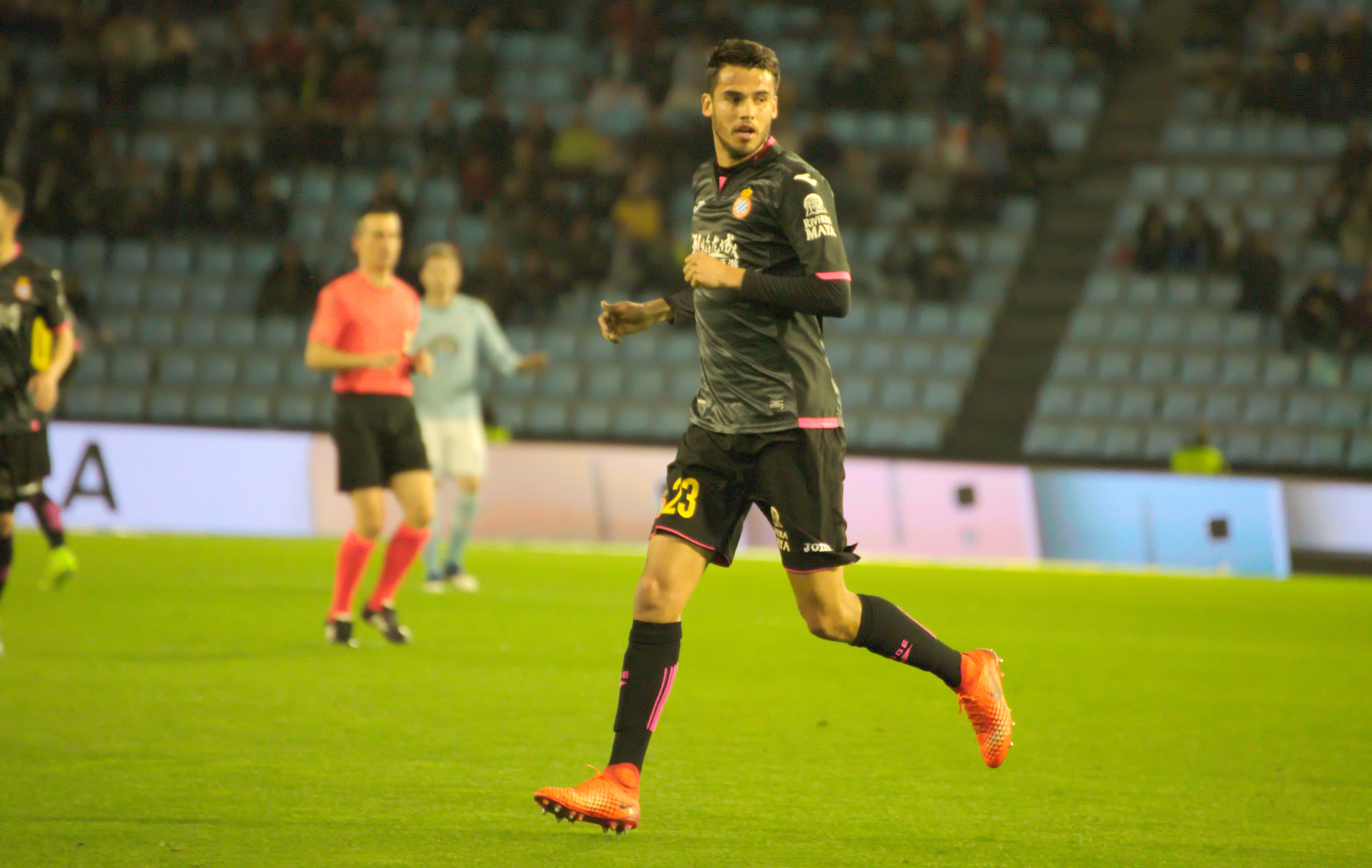
Diego Reyes con el Espanyol.

El 8 de febrero de 2016, en un partido ante el R. C. D. Espanyol (victoria por 0-5), Reyes llegó a la titularidad dos meses después, cuajando un buen partido como centrocampista y anotando su primer gol con la camiseta realista, tras un incontestable cabezazo. Ya consagrado de nuevo como fijo en el once inicial (tanto de defensa como de centrocampista), Reyes volvió a anotar gol por la fecha 28 de la Liga en el empate 1 a 1 ante el Levante U. D. en casa. Finalmente, Reyes acaba la temporada como un fijo con 28 partidos totales y 2 goles.
Pese al interés de la Real Sociedad de quedárselo en propiedad o de alargar la cesión por un año más, finalmente el último día del mercado de verano, Diego fue cedido de nuevo por el FC Porto, pero en esta ocasión al Espanyol y con una opción de compra de €7 millones. Debuta con su nuevo club precisamente ante su exequipo, la Real Sociedad y en su antigua cancha, Anoeta en un partido que finalizó 1-1.
Después de finalizar su cesión de una temporada con el Espanyol, regreso al Porto para la pretemporada, aun con su futuro incierto y con varias ofertas en la mesa.

### Fenerbahçe y el fútbol turco
Luego de finalizar su contrato con el Oporto, decide fichar por el Fenerbahçe de Turquía el día 25 de agosto de 2018, siendo recibido por cientos de aficionados en el Aeropuerto Internacional Sabiha Gökçen de Estambul. En su presentación con el equipo, Diego mencionó:
Solo una semana después de firmar su contrato por 3 años, el técnico Phillip Cocu lo debuta en duelo de la jornada 4 frente al Kayserispor, jugando como mediocentro defensivo hasta salir de cambio al minuto 74´; a la postre, el club estambulita terminó perdiendo por marcador de 2 a 3 goles.

### Regreso a España
El 4 de febrero de 2019, Diego Reyes volvió a jugar en la Primera División de España, ahora vistiendo los colores del Leganés, para reforzar la defensa del equipo dirigido por Mauricio Pellegrino en la segunda mitad de la temporada 2018-19.

## Selección nacional

### Categorías inferiores

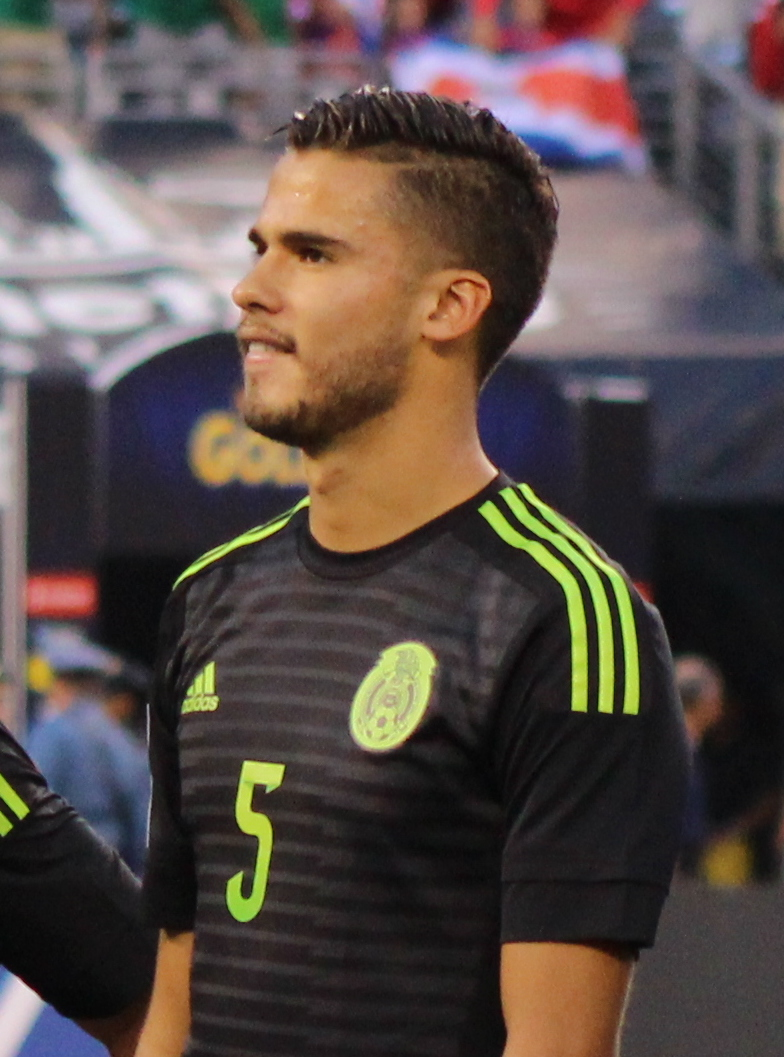
Diego Reyes en la Copa Oro de 2015.

En 2009 Diego Reyes fue seleccionado por el entrenador José Luis González China para participar en el Campeonato Sub-17 de la Concacaf. México clasificó a la Copa del mundo sub-17 y alcanzó la ronda de octavos de final.
En 2011, Reyes fue seleccionado por el entrenador Juan Carlos Chávez para participar en el Campeonato Sub-20 de la Concacaf. México clasificó a la Copa del Mundo Sub-20 y terminó en tercer lugar tras derrotar a Francia por 3-1. Antes de la Copa del Mundo, Reyes también participó en el Torneo Esperanzas de Toulon.
Reyes fue seleccionado para participar en los Juegos Panamericanos de 2011 con el equipo nacional sub-23. México ganó el oro tras vencer a Argentina en la final. En 2012, Reyes fue parte del equipo mexicano que ganó la medalla de oro en el Torneo esperanzas de Toulon de 2012 ganando la final ante Turquía. Diego Reyes formó parte del plantel de los Juegos Olímpicos de 2012, en el que jugó en cada partido, incluyendo en la victoria por 2-1 sobre Brasil en la medalla de oro partido en El estadio de Wembley. Reyes era el miembro más joven del equipo en los Juegos Olímpicos, teniendo solo 19.

### Selección absoluta
Diego Reyes hizo su debut con la selección mexicana en la Copa América 2011 el 4 de julio ante Chile. Reyes fue capitán por primera vez durante un partido amistoso contra Corea del sur el 29 de enero de 2014. Se le dio el brazalete del capitán después de que Rafael Márquez fue sustituido en la segunda mitad en la victoria 4-0.
El 8 de mayo de 2014, Reyes fue incluido por el entrenador Miguel Herrera en la lista final de 23 jugadores que representaron a México en la Copa Mundial de Fútbol de 2014. Jugó contra Holanda en las ronda de octavos de final de la Copa del Mundo. Él entró en el partido como un sustituto de Héctor Moreno, quien sufrió una lesión.
El 12 de junio del 2015 Diego Reyes fue incluido en la lista preliminar de los 23 futbolistas que disputaron la Copa Oro 2015 realizada en los Estados Unidos.

#### Participaciones en fases finales
| Torneo                            | Categoría | Sede                                 | Resultado        | Partidos | Goles |
| --------------------------------- | --------- | ------------------------------------ | ---------------- | -------- | ----- |
| Copa Mundial de 2009              | Sub-17    | Nigeria                              | Octavos de final | 3        | 0     |
| Campeonato de la Concacaf de 2011 | Sub-20    | Guatemala                            | Campeón          | 4        | 0     |
| Copa Mundial de 2011              | Sub-20    | Colombia                             | Tercer puesto    | 7        | 0     |
| Juegos Panamericanos de 2011      | Sub-20    | México                               | Campeón          | 1        | 0     |
| Juegos Olímpicos de 2012          | Absoluta  | Reino Unido                          | Campeón          | 6        | 0     |
| Copa América de 2011              | Absoluta  | Argentina                            | Primera fase     | 3        | 0     |
| Copa Confederaciones de 2013      | Absoluta  | Brasil                               | Primera fase     | 1        | 0     |
| Copa Mundial de 2014              | Absoluta  | Brasil                               | Octavos de final | 1        | 0     |
| Copa Oro de 2015                  | Absoluta  | Estados Unidos y Canadá              | Campeón          | 6        | 0     |
| Copa Concacaf de 2015             | Absoluta  | Estados Unidos                       | Campeón          | 1        | 0     |
| Copa América de 2016              | Absoluta  | Estados Unidos                       | Cuartos de final | 1        | 0     |
| Copa Confederaciones de 2017      | Absoluta  | Rusia                                | Cuarto puesto    | 3        | 0     |
| Copa Oro de 2019                  | Absoluta  | Estados Unidos, Costa Rica y Jamaica | Campeón          | 4        | 0     |

## Estadísticas

### Clubes
Actualizado al último partido jugado el 25 de agosto de 2024.
| C. América México | 1.ª                 | 2010                | 1   | 0  | —  | — | —  | — | 1   | 0  | 0.00 |
| C. América México | 1.ª                 | 2010-11             | 19  | 2  | —  | — | 5  | 0 | 24  | 2  | 0.08 |
| C. América México | 1.ª                 | 2011-12             | 28  | 0  | —  | — | —  | — | 28  | 0  | 0.00 |
| C. América México | 1.ª                 | 2012-13             | 35  | 1  | 6  | 0 | —  | — | 41  | 1  | 0.02 |
| C. América México | Total               | Total               | 83  | 3  | 6  | 0 | 5  | 0 | 94  | 3  | 0.03 |
| F. C. Oporto Portugal | 1.ª                 | 2013-14             | 5   | 0  | 5  | 0 | 4  | 0 | 14  | 0  | 0.00 |
| F. C. Oporto Portugal | 1.ª                 | 2014-15             | 3   | 0  | 4  | 0 | 2  | 0 | 9   | 0  | 0.00 |
| F. C. Oporto Portugal | 1.ª                 | 2017-18             | 12  | 2  | 6  | 1 | 6  | 0 | 24  | 3  | 0.12 |
| F. C. Oporto Portugal | Total               | Total               | 20  | 2  | 15 | 1 | 12 | 0 | 47  | 3  | 0.06 |
| Real Sociedad · España | 1.ª                 | 2015-16             | 27  | 2  | 1  | 0 | —  | — | 28  | 2  | 0.07 |
| Real Sociedad · España | Total               | Total               | 27  | 2  | 1  | 0 | 0  | 0 | 28  | 2  | 0.07 |
| R. C. D. Espanyol · España | 1.ª                 | 2016-17             | 34  | 1  | 1  | 0 | —  | — | 35  | 1  | 0.02 |
| R. C. D. Espanyol · España | Total               | Total               | 34  | 1  | 1  | 0 | 0  | 0 | 35  | 1  | 0.02 |
| Fenerbahçe S. K. Turquía | 1.ª                 | 2018-19             | 8   | 0  | 1  | 0 | 4  | 0 | 13  | 0  | 0.00 |
| Fenerbahçe S. K. Turquía | Total               | Total               | 8   | 0  | 1  | 0 | 4  | 0 | 13  | 0  | 0.00 |
| CD Leganés · España | 1.ª                 | 2018-19             | 6   | 0  | 0  | 0 | —  | — | 6   | 0  | 0    |
| CD Leganés · España | Total               | Total               | 6   | 0  | 0  | 0 | 0  | 0 | 6   | 0  | 0    |
| Tigres UANL · México | 1.ª                 | 2019-20             | 8   | 0  | —  | — | 1  | 0 | 9   | 9  | 0.00 |
| Tigres UANL · México | 1.ª                 | 2020-21             | 23  | 3  | —  | — | 4  | 0 | 27  | 3  | 0.11 |
| Tigres UANL · México | 1.ª                 | 2021-22             | 29  | 1  | —  | — | 1  | 0 | 30  | 1  | 0.03 |
| Tigres UANL · México | 1.ª                 | 2022-23             | 32  | 1  | —  | — | 2  | 0 | 34  | 1  | 0.03 |
| Tigres UANL · México | 1.ª                 | 2023-24             | 24  | 1  | —  | — | 5  | 0 | 29  | 1  | 0.03 |
| Tigres UANL · México | 1.ª                 | 2024-25             | 5   | 0  | —  | — | 4  | 1 | 9   | 1  | 0.11 |
| Tigres UANL · México | Total               | Total               | 121 | 6  | 0  | 0 | 17 | 1 | 138 | 7  | 0.05 |
| Total en su carrera | Total en su carrera | Total en su carrera | 316 | 17 | 24 | 1 | 38 | 1 | 378 | 19 | 0.05 |
| (1) Incluye datos de Copa México (2012-13); Copa de Portugal (2013-18); Copa de la Liga de Portugal (2014-18); Copa de Turquía (2018-Act.). (2) Incluye datos de Copa Libertadores (2011); Liga Europa de la UEFA (2013-Act.); Liga de Campeones de la UEFA (2014-18). (3) No incluye goles en partidos amistosos. |                     |                     |     |    |    |   |    |   |     |    |      |

### Selección de México

#### Partidos internacionales
| 1. | 28 de marzo de 2017 | Hasely Crawford Stadium, Puerto España, Trinidad y Tobago | Trinidad y Tobago | 0-1 | México | 90' | Clasificación Mundial 2018 | 75' |

## Palmarés

### Títulos nacionales
| Título                | Club         | Sede     | Año  |
| --------------------- | ------------ | -------- | ---- |
| Primera División      | América      | México   | 2013 |
| Supercopa de Portugal | F. C. Oporto | Portugal | 2013 |
| Primeira Liga         | F. C. Oporto | Portugal | 2018 |
| Primera División      | Tigres UANL  | México   | 2023 |
| Campeón de Campeones  | Tigres UANL  | México   | 2023 |

### Títulos internacionales
| Título                           | Club          | Sede           | Año  |
| -------------------------------- | ------------- | -------------- | ---- |
| Campeonato de la Concacaf        | México Sub-20 | Guatemala      | 2011 |
| Juegos Panamericanos             | México Sub-20 | México         | 2011 |
| Juegos Olímpicos                 | México        | Reino Unido    | 2012 |
| Copa Oro                         | México        | Estados Unidos | 2015 |
| Copa Concacaf                    | México        | Estados Unidos | 2015 |
| Copa Oro                         | México        | Estados Unidos | 2019 |
| Liga de Campeones de la Concacaf | Tigres UANL   | Estados Unidos | 2020 |

### Distinciones individuales
| Distinción                       | Año  |
| -------------------------------- | ---- |
| Mejor novato del Torneo Clausura | 2011 |